# Coenosia strenua
Coenosia strenua är en tvåvingeart som beskrevs av Stein 1911. Coenosia strenua ingår i släktet Coenosia och familjen husflugor. Inga underarter finns listade i Catalogue of Life.